# Cezar Bononi
Cezar Bononi (São Paulo, 15 de junho de 1986), é um lutador de luta livre profissional brasileiro, ator e especialista em Fitness. Ele é mais conhecido por ser ex-lutador da WWE e da AEW. Atualmente luta no circuito independente.

## Início da vida
Antes de sua carreira no wrestling, Cezar Bononi jogou futebol americano pelo São Paulo Storm na liga brasileira de futebol americano, sendo nomeado para a equipe do estado de São Paulo e para a equipe All Brazilian.

## Carreira de wrestling profissional

### Circuito independente (2004–2015)
Cezar treinou para ser um wrestler profissional sob o comando de Bob Junior da Brazilian Wrestling Federation, e competiu no circuito independente no Brasil, com o nome de ringue "V8". Na BWF, ele foi campeão do campeonato BWF Rei do Ringue em uma ocasião.

### WWE (2015–2020)
Em outubro de 2015, Cezar foi anunciado como parte de uma turma de 19 recrutas da WWE para começar a treinar no WWE Performance Center. Ele estava sentado em seu sofá em casa antes de ser informado de que lhe foi oferecido um contrato da WWE. Ele fez sua estreia na televisão, no episódio de 10 de maio de 2017 do NXT, perdendo para Aleister Black. Cezar Bononi teve sua primeira vitória televisionada no episódio de 31 de maio do NXT, derrotando Andrade Cien Almas. Cezar Bononi foi nomeado "Future Star of NXT" nos prêmios de fim de ano do NXT 2017. Em 2020 devido à pandemia foi demitido com vários outros nomes como Taynara Conti, Eric Young, Zack Ryder e outros.

### All Elite Wrestling (2020–2023)
No episódio de 24 de junho do AEW Dynamite, Bononi foi flagrado no meio da multidão junto com outros lutadores, onde interrompeu uma briga entre eles. Ele estreou no episódio do AEW Dark de 29 de setembro.
Após o fim do AEW Dark, Bononi teve seu vínculo encerrado com a AEW. Atualmente ele luta no circuito independente.

## Campeonatos e prêmios
- Brazilian Wrestling Federation
  - Campeonato Rei Do Ringue BWF (1 vez)[2]
- Full Faith Wrestling
  - FFW Tag Team Championship (1 vez)(com Anthony Gangone)
- Pro Wrestling Illustrated
  - PWI o colocou como #460 dos 500 melhores wrestlers na PWI 500 de 2018.[8]
- WWE
  - Prêmio de fim de ano da NXT para o Future Star of NXT (2017)[9]